# Contra el silencio (cartel)
En 1987 el artista vasco Jorge Oteiza, diseñó este cartel de protesta tras el asesinato de Yoyes, exdirigente de ETA ejecutada el año anterior por sus excompañeros.

## Antecedentes
María Dolores González Katarain, Yoyes,  militó y llegó a formar parte de la dirección política de ETA después del asesinato de Argala. Tras su detención en Francia y más tarde exilio en México, cambió sus ideales políticos oponiéndose al asesinato de civiles, renunciando al terrorismo y, finalmente, abandonando la organización. Seis años después, sin causas judiciales pendientes, pudo regresar a su pueblo en Guipúzcoa junto a su marido y su hijo. Temiendo que otros militantes siguieran su ejemplo, ETA la condenó como «traidora al proceso de liberación vasco». El 10 de septiembre de 1986, la asesinaron a quemarropa en presencia de su hijo. Su asesino, Antonio López Ruiz, Kubati, condenado a 1.210 años de prisión por ese crimen y por otros 12 que cometió posteriormente, pasó 27 años en la cárcel y salió en libertad en 2013.

## Diseño del cartel
La idea para el cartel no surgió de Oteiza, sino de la Organización por los Derechos Humanos del País Vasco, que unos meses después del atentado lanzó una campaña para denunciar el asesinato. Llevaron un boceto sobre cartulinas recortadas a casa del artista que les recibió en la puerta de entrada exclamando: “¡Estoy enfermo! En realidad ¡ya estoy muerto!”.
Insistieron en enseñarle los bocetos. Y en cuanto se encontró con cartulinas, adhesivos, tijeras y un problema por resolver, se ofreció a colaborar:
“En primer lugar desechó la pistola recortada en negro, por considerarla demasiado realista. Cogió una cartulina negra y empezó a manejar las tijeras como si fueran un hacha. (...) El resultado ya no parecía una pistola, tal vez una mano con un dedo acusador o algo inhumano como la propia cruz gamada. Ocultó a medias esa forma negra bajo el borde del rojo como si asomase desde una oleada de sangre. Luego movió ligeramente las dos figuras. Colocó al niño en el centro del círculo de modo que su cabeza ocupase el centro de la diana. Por último, giró un poco la figura de la mujer. Ahora su cabeza se fundía con la bala que parecía salir del arma. Todo esto, que sucedía ante nosotros, estaba sucediendo a la vez, dentro de nosotros. Oteiza nos explicó entonces que al eliminar materia expresiva de la obra, aumentaba su pregnancia, el sentido del ser estético.”

Demostración de los recursos de retórica visual usados en un cartel de activismo gráfico.

La intención de Oteiza era poner en el dorso de los carteles esvásticas nazis y colgarlos de un hilo, de manera que al girar, se viesen las dos imágenes superpuestas como en los taumatropos. Sin embargo, y aunque se imprimieron los dos tipos de cartel, los jóvenes que debían colocarlos se negaron a poner las esvásticas por miedo a que la gente pensara que era propaganda del nazismo.